# Jonna Lee
Jonna Emily Lee Nilson (Linköping, 3 de outubro de 1981), mais conhecida pelo seu nome artístico Jonna Lee, é uma cantora e compositora sueca, que atualmente reside em Londres e está envolvida com os projetos audiovisuais iamamiwhoami e ionnalee.
Ela lançou seu primeiro disco ainda adolescente, em 1998. Seu primeiro álbum solo, "10 Pieces, 10 Bruises" no selo sueco Razzia Records em 10 de outubro de 2007 e no japonês P-Vine Records em 4 de julho de 2008.
Em setembro de 2008, Lee lançou um EP intitulado "This War". A faixa principal do EP foi "The Light", que também foi destaque no segundo álbum de Lee, "This Is Jonna Lee",  lançado na Escandinávia em fevereiro de 2009. Em dezembro do mesmo ano, vários vídeos misteriosos e sem a identidade revelada foram divulgados, sob o nome iamamiwhoami, mas no começo de 2010 o mistério foi desvendado, com a identidade finalmente atribuída a Jonna Lee.

## Biografia
Lee nasceu em 1981, em Estocolmo, e cresceu em uma pequena aldeia sueca com sua mãe. Tinha talento natural e uma mente musical desde pequena, embora ninguém na sua família tenha tendências musicais.
Em sua adolescência, mudou-se para Londres à procura de trabalho com a música. Seu primeiro encontro com o negócio da música veio aos 17 anos quando lançou seu primeiro álbum. Não satisfeita com a partilha dos holofotes, Jonna saiu em carreira solo e aprendeu a tocar todos os instrumentos necessários para se tornar a artista que queria ser.
Por volta dos 25 anos, Lee encontrou seu caminho de volta para a Suécia e se mudou para Estocolmo, onde ela se tornou uma parte da cena indie underground, mas ainda mantém um pé em Londres. Começou a gravar seus próprios discos, lançados em seu site, até ser contratada pela gravadora sueca Razzia Indie Records em 2007.
Seu álbum de estréia, "10 Pieces, 10 Bruises", foi lançado na Escandinávia em outubro de 2007 e foi produzido por Lee, juntamente com seu noivo, o produtor sueco Claes Björklund, membro da banda Travis, em Londres. O primeiro single foi "Dried Out Eyes", seguido de "And Your Love", um dueto com Ed Harcourt, que também produziu três faixas do álbum. Com a banda Supergrass ao lado de Danny Goffey, tocou bateria no terceiro single, "I Wrote This Song", que foi gravado na casa de Goffey em Hampshire, Inglaterra. "10 Pieces, 10 Bruises" também foi lançado no Japão em julho de 2008 pela P-Vine Records.
Em setembro de 2008 Jonna Lee divulgou um EP intitulado "This War", uma prévia de seu segundo álbum, que contou com a canção "The Light", divulgada por rádios suecas, embora não seja um single. A canção também pode ser encontrada em seu segundo álbum.
Em 25 de fevereiro de 2009 ela lança o segundo álbum solo, "This Is Jonna Lee", produzido por ela mesma junto de Claes Björklund. Foi lançado mundialmente no iTunes. Os singles do álbum foram "My High", "Lake Chermain" e "Something So Quiet". Segundo Jonna, este álbum é um registro mais honesto e avançado, mas ainda é musicalmente relacionado com suas gravações anteriores. O álbum foi escolhido como o "Next Big Thing" no iTunes EUA em maio de 2009. Alguns dos músicos convidados neste álbum são: Neil Primrose, da banda Travis, Annika Norlin, da banda Hello Saferide, e Kellerman Andrea, da banda Firefox AK.
Jonna Lee gravou alguns covers ao longo dos anos. Seu primeiro conhecido é "DC Sleeps Alone Tonight", da banda The Postal Service, um b-side de seu single de estréia "Dried Out Eyes". Mais tarde, sua versão da música "Human", do The Killers, fez os blogs americanos descobrirem quem ela era. Em outubro lançou uma versão da canção "Violent Playground", da banda electro industrial "Nitzer Ebb". A banda encontrou a versão e celebrou pela versão de Lee em seu site, junto de uma entrevista com Jonna.
Se apresentou no Festival SXSW, no Texas, em março de 2010. Após o festival ela ficou no top cinco da lista "SXSW 2010 Next Big Sound".
Em 2010, Jonna Lee foi nominada a um Manifest Award, por melhor cantora/compositora.

## iamamiwhoami
Em março de 2010, meses após o lançamento de videos curtos com cenas misteriosas no canal do YouTube, foi especulado que Lee faria parte do projeto iamamiwhoami, por mais que sua assessoria não estivesse ciente de sua participação. De acordo com o site rraurl.com e com a MTV Brasil, o video da música "o", de iamamiwhoami, foi dirigido por Viktor Kumlin, que também dirigiu o video "Something So Quiet", de Jonna.
Assistindo aos vídeos mais recentes de iamamiwhoami, além do concerto transmitido ao vivo pela internet no dia 16 de novembro de 2010, pode-se confirmar a participação de Jonna no projeto.

## ionnalee
Em fevereiro de 2017, Jonna anunciou um novo projeto solo, desta vez intitulado ionnalee. O primeiro single, Samaritan, foi lançado no dia 9 de março de 2017. Do projeto, originou-se o álbum Everyone Afraid to Be Forgotten, que foi lançado em 16 de fevereiro de 2018.
Jonna Lee também confirmou uma turnê para promover o primeiro álbum de seu novo projeto, com primeiro show em Londres.

## Discografia

### Álbuns de estúdio
- 10 Pieces, 10 Bruises (2007)
- This Is Jonna Lee (2009)
- Everyone Afraid to Be Forgotten (2018)
- Remember The Future (2019)
- Close Your Eyes / Blund (2024)

### Extended plays
- This War (2008)

### Singles
| Título                                                    | Ano  | Álbum                           |
| --------------------------------------------------------- | ---- | ------------------------------- |
| "Dried Out Eyes"                                          | 2007 | 10 Pieces, 10 Bruises           |
| "And Your Love" (com Ed Harcourt)                         | 2008 | 10 Pieces, 10 Bruises           |
| "I Wrote This Song"                                       | 2008 | 10 Pieces, 10 Bruises           |
| "My High"                                                 | 2009 | This Is Jonna Lee               |
| "Lake Chermain"                                           | 2009 | This Is Jonna Lee               |
| "Something So Quiet"                                      | 2009 | This Is Jonna Lee               |
| "Samaritan" (como ionnalee)                               | 2017 | Everyone Afraid to Be Forgotten |
| "Not Human" (como ionnalee)                               | 2017 | Everyone Afraid to Be Forgotten |
| "Simmer Down" (como ionnalee)                             | 2017 | Everyone Afraid to Be Forgotten |
| "Gone" (como ionnalee)                                    | 2017 | Everyone Afraid to Be Forgotten |
| "Joy" (como ionnalee)                                     | 2018 | Everyone Afraid to Be Forgotten |
| "Dunes of Sand" (como ionnalee) (com Jamie Irrepressible) | 2018 | Everyone Afraid to Be Forgotten |
| "Work" (como ionnalee)                                    | 2018 | Everyone Afraid to Be Forgotten |

### Como convidada
| Título                               | Ano  | Albu1Álbum                                        |
| ------------------------------------ | ---- | ------------------------------------------------- |
| "What It Takes" (como Jonna Nilsson) | 2004 | Babylonsjukan: Original Motion Picture Soundtrack |
| "Violent Playground"                 | 2009 | There's a Razzia Going On Volume 2                |

### Álbuns com iamamiwhoami
- Bounty (2010)
- Kin (2012)
- Blue (2014)
- Concert in Blue (2015)
- Be Here Soon (2022)